# 10025 Rauer
10025 Rauer este un asteroid din centura principală de asteroizi.

## Descriere
10025 Rauer este un asteroid din centura principală de asteroizi. A fost descoperit pe 16 martie 1980 la Observatorul La Silla de Claes-Ingvar Lagerkvist. El prezintă o orbită caracterizată de o semiaxă mare de 2,91 ua, o excentricitate de 0,07 și o înclinație de 1,2° în raport cu ecliptica.